# Campeonato de España de balonmano a once
El Campeonato de España de balonmano a once fue la primera competición española de balonmano que se disputó. Se jugaba con once jugadores por equipo y en campos de fútbol. La competición fue perdiendo seguidores a raíz de la aparición del balonmano a siete, que se disputaba en pistas polideportivas. El año 1959 se jugó por última vez.

## Historial
| Año  | Campeón                  | Subcampeón               |
| ---- | ------------------------ | ------------------------ |
| 1942 | S.E.U. Valladolid        | F.J. Murcia              |
| 1943 | San Fernando             | Amaikak Bat              |
| 1944 | CD Esperanza             | FC Barcelona             |
| 1945 | FC Barcelona             | S.E.U. Madrid            |
| 1946 | FC Barcelona             | CD Esperanza             |
| 1947 | No se disputó            | No se disputó            |
| 1948 | S.E.U. Barcelona         | Real Sociedad Gimnástica |
| 1949 | FC Barcelona             | Atlético de Madrid       |
| 1950 | U.A. San Gervasio        | Atlético de Madrid       |
| 1951 | FC Barcelona             | U.A. San Gervasio        |
| 1952 | Real Madrid              | U.A. San Gervasio        |
| 1953 | U.A. San Gervasio        | CF Badalona              |
| 1954 | Real Sociedad Gimnástica | FC Barcelona             |
| 1955 | No se disputó            | No se disputó            |
| 1956 | BM Granollers            | Salleko                  |
| 1957 | No se disputó            | No se disputó            |
| 1958 | No se disputó            | No se disputó            |
| 1959 | BM Granollers            | CD Sabadell              |

- El día 1 de febrero de 1959, en el campo de les Corts de Barcelona, se disputaría el último encuentro de balonmano en su modalidad a once jugadores entre el BM Granollers y el CD Sabadell en la final del Campeonato de España, venciendo el equipo del Vallés Oriental.[2]